# The Answer/サチアレ
「The Answer/サチアレ」（ジ・アンサー/サチアレ）は、なにわ男子の2ndシングル。2022年4月27日にジェイ・ストームから発売された。

## 概要
デビューシングル「初心LOVE」から5か月ぶりのリリース。初回限定盤1（DVD/Blu-ray）、初回限定盤2（DVD/Blu-ray）、通常盤の5形態で発売。それぞれ、ジャケットデザインが異なっている。『陰』と『陽』という対極の世界観を併せ持つ両A面シングルとなっており、カップリングには歌謡シティポップスや青春アンセム、“爆笑トンチキソング”も収録されている。
「The Answer」は、メンバーの道枝駿佑が5代目・金田一一（きんだいちはじめ）を演じる2022年4月24日スタートの日本テレビ系ドラマ『金田一少年の事件簿』新シリーズの主題歌。デビュー曲の「初心LOVE」とは異なり、ミステリアスでダークな世界観が広がるダンスチューンとなっている。グループの公式YouTubeチャンネルでは、“なにわ”に因み、4月5日の夜7時28分にMVのYouTube ver.が投稿され、公開から約13時間で再生回数100万回を突破。5月12日時点で1167万回再生を記録した。MVは古くからある西洋の書庫のようなセットで、デビュー曲とは全く異なる世界観の中、白と黒のモノトーンの衣装を着たメンバーが、笑顔を封印して激しいダンスを披露している。なお、この衣装にちりばめられた「ND」の文字は「なにわ（N）男子（D）」を意味している。メンバーの気合の入れ具合も強く、ダンスの振り入れはグループの楽曲の中で最も時間がかかったと話しており、楽曲がテレビで披露された際には、「振り幅がすごい」とギャップに驚くファンの声が聞かれた。
「サチアレ」はフジテレビ系の朝の情報番組『めざましテレビ』のテーマソング。3月11日放送の同番組内のグループレギュラーコーナー「なにわ男子のなんでやねん！」で、なにわ男子がテーマソングを担当し、4月4日の放送からオンエア予定であることがくす玉を使ってサプライズ発表された。ゆずの北川悠仁が曲を書き下ろしたエールソングで、「ありふれた今日が、きっと輝く未来に繋がっていく！」というメッセージが込められている。また、1から7までの数字が出てくることや、「僕らに降り注ぐ」といった歌詞は、デビューという夢を叶えてその先の未来に突き進むなにわ男子の姿にも重なる。MVもその歌詞と連動するような、水やりをして育てた種がやがて芽吹いてたくさんの花を咲かせるというストーリー仕立ての作品になっており、NANIWA TOWNを舞台に明るいイエローのジャケットを着たメンバーが笑顔で歌い踊る姿が見られる。楽曲は4月22日の『めざましテレビ』にてテレビ初披露された。
「The Answer」は2022年8月に発表された第112回ザテレビジョンドラマアカデミー賞でドラマソング賞を受賞した。

## 特典
初回限定盤1
- 先着特典（CDショップ/オンラインショップ）：オリジナル・A4クリアファイル メンバー絵柄A
- 先着特典（ローソン・ミニストップ Loppi端末またはHMV全店（HMV & BOOKS onlineを含む））：オリジナル・A4クリアファイル メンバー絵柄①ver.
- 封入特典：12P中綴じブックレット

初回限定盤2
- 先着特典（CDショップ/オンラインショップ）：オリジナル・A4クリアファイル メンバー絵柄B
- 先着特典（ローソン・ミニストップ Loppi端末またはHMV全店（HMV & BOOKS onlineを含む））：オリジナル・A4クリアファイル メンバー絵柄②ver.
- 封入特典：12P中綴じブックレット

通常盤
- 先着特典（CDショップ/オンラインショップ）：オリジナル・A4クリアファイル メンバー絵柄C
- 先着特典（ローソン・ミニストップ Loppi端末またはHMV全店（HMV & BOOKS onlineを含む））：オリジナル・A4クリアファイル なにわ男子×サンリオキャラクターズver.
- 封入特典：なし

## 収録曲

### CD

#### 初回限定盤1
1. The Answer
作詞・作曲：草川瞬・坂室賢一・佐原康太、編曲：佐原康太、ストリングスアレンジ：立山秋航
  - 日本テレビ系日曜ドラマ『金田一少年の事件簿』主題歌
2. サチアレ
作詞・作曲：北川悠仁、編曲：野間康介・北川悠仁
  - フジテレビ系『めざましテレビ』テーマソング
3. NANDE?!
作詞：Kanata Okajima、作曲：Kanata Okajima・pw.a、編曲：pw.a
4. The Answer（オリジナル・カラオケ）
5. サチアレ（オリジナル・カラオケ）
6. NANDE?!（オリジナル・カラオケ）

#### 初回限定盤2
1. サチアレ
2. The Answer
3. なにわの男子やねん!
作詞・作曲・編曲：中村瑛彦
4. サチアレ（オリジナル・カラオケ）
5. The Answer（オリジナル・カラオケ）
6. なにわの男子やねん!（オリジナル・カラオケ）

#### 通常盤
1. The Answer
2. サチアレ
3. 魔法ヶ丘
作詞：田中秀典、作曲：千佐真里奈、編曲：PRIMAGIC
4. Good Day!!
作詞：玉谷友輝、作曲：Erik Lidbom・玉谷友輝、編曲：佐々木博史

### DVD/Blu-ray
初回限定盤1
1. 「The Answer」Music Video
2. 「The Answer」Music Video Making

初回限定盤2
1. 「サチアレ」Music Video
2. 「サチアレ」Music Video Making

## チャート成績
初週売上53.5万枚を記録し、2022年5月3日発表のオリコン週間シングルランキングで初登場1位を獲得。デビューシングル「初心LOVE」に続き、2作連続初週売上50万枚超えを達成した。
また、Billboard JAPANでは初週で534,004枚を売り上げ、2022年5月4日公開の「Top Singles Sales」・「JAPAN HOT 100」チャートで共に首位を獲得した。2022年11月27日までに631,402枚を売り上げ、「TOP Singles Sales of the Year 2022」では年間10位となった。